# UK Ultraspeed

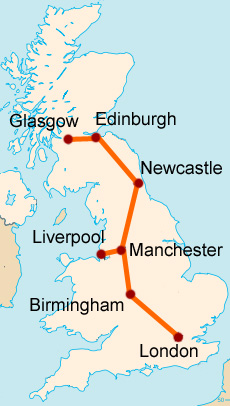
A tervezett nyomvonal

Az UK Ultraspeed egy tervezett maglev vonal volt az Egyesült Királyságban. A tervek szerint a vonal egy fordított S alakra hasonlított volna, mely összekötötte volna a sziget legnagyobb városait London és Glasgow között, érintve Birminghamet, Manchesterert és Leedset. Liverpool egy elágazással kapcsolódott volna a hálózathoz.
Az Egyesült Királyság kormánya 2007-ben elvetette a tervet hagyományos nagysebességű vasút javára. A javaslat mögött álló vállalat 2013 elején beszüntette a javaslat előmozdítására irányuló erőfeszítéseket.

## Kezdeti támogatás
A javaslat felkeltette Tony Blair akkori miniszterelnök figyelmét, akit állítólag egyértelműen lelkesedett érte. Ez Alistair Darling közlekedési miniszter azon megjegyzéséhez vezetett, hogy az észak-déli összeköttetések kérdését újra kell gondolni. Ez volt a legutóbbi a kérdéssel kapcsolatos megingások sorozatában, amely a Stratégiai Vasúti Hatóság 2004-es jelentésével kezdődött, amely szerint "sürgősen szükség van" új nagysebességű vasútvonalra, és amelyet a kormány megpróbált eltemetni. Blair megjegyezte, hogy egy ilyen országhatárokon átívelő összeköttetés "összehozná Nagy-Britanniát", bár ezt a kritikusok "ábrándnak" nevezték. Alan James, a UK Ultraspeed igazgatója megragadta az alkalmat, hogy azt állítsa, hogy ez a leggyorsabb és legbiztonságosabb rendszer a világon.
Az egymással versengő politikai érdekek kezdetben azt állították, hogy Blair hirtelen támogatása a kérdésben nem más, mint választási kampány. Ezt azonban hamarosan követte a Commons All-Party Rail Group kínai és japán látogatása a mágnesvasút-rendszerek megtekintése céljából. Chris Grayling árnyék közlekedési miniszter "pozitívan pattogva a lelkesedéstől" tért vissza, megjegyezve, hogy a vonat még teljes sebességgel is csendesebb, mint egy Virgin Voyager. Ez a javaslat teljes párttámogatását eredményezte a választóvonal mindkét oldalán.  Blair támogatásának köszönhetően hivatalos tanulmányt készítettek az Ultraspeed koncepcióról, valamint a TGV-szerű konkurens nagysebességű távolsági vonalakról.
Mindez közvetlenül a sanghaji rendszer jól ismertetett megnyitása után történt, és a bejelentés után, hogy a kínai kormány megvizsgálja a vonal 170 km-es meghosszabbításának lehetőségét. A Transrapid több más vonalon is aktívan népszerűsítette a rendszert. Úgy tűnt, hogy a mágnesvasút napja végre elérkezett. Azt is megjegyezték, hogy a maglev rendszert eredetileg az Egyesült Királyságban találták ki, és ott épült és működött az első maglev rendszer - az 1984-es birminghami maglev.

## Szkepticizmus
Nem sokkal James biztonsággal kapcsolatos megjegyzései után 2006 végén az emslandi Transrapid tesztrendszerben történt a halálos kimenetelű Lathen vonatütközés. Ez gyorsan feltárta a "súlyos biztonsági hiányosságokat", és a német közlekedési miniszter megkérdezte, hogy "megfelelőek-e a Transrapid biztonsági intézkedései?" A vállalat gyorsan válaszolt, és megjegyezte, hogy a balesetnek semmi köze a rendszer műszaki vonatkozásaihoz.
Amikor az Ultraspeedet javasolták, csak két Transrapid-pálya létezett; az eredeti emslandi tesztüzem és a 30,5 km-es sanghaji mágnesvasút. A Transrapid abban az időben számos más aktív javaslatnak is része volt, nevezetesen egy 37 km-es müncheni repülőtéri összeköttetésnek, amely hasonló a sanghaji létesítményhez. Ezek mindegyike jóval rövidebb volt, mint az Ultraspeed vonal, így az Egyesült Királyság javaslatában megnövekedett a műszaki kockázat.
A javaslat állítólagos előnyének nagy része a pályák telepítésének költségein alapult. Mivel a mágnesvasútvonal magasan van, a földi nagysebességű vasút számos problémája enyhébben jelentkezik. Nincs szükség a pálya két oldalán lévő terület elkerítésére, és a használatból kivont földterületek összmennyisége is kisebb, mivel a pálya alatt mezőgazdasági művelés folytatható. Az Ultraspeed támogatói azt állították, hogy a költség 20-24,75 millió font lesz kilométerenként, ami nagyjából megegyezik a sanghaji 28 millió font/km-es költséggel, és drámaian alacsonyabb, mint a High Speed 1 ismert 46-48 millió font/km-es ára. A vasúti szakértők azonban gyorsan rámutattak, hogy a sanghaji rendszer tényleges ára 33 millió font/mérföld, azaz 21 millió font/km volt. Ez szöges ellentétben állt a francia TGV-hálózat közelmúltbeli bővítéseinek ismert 11 millió dollár/mérföldes (~7 millió dollár/km) költségével.
Még elítélendőbb volt a müncheni rendszer gyorsan növekvő ára ebben az időszakban, az eredeti 1,85 milliárd eurós, szerelvényekkel és állomásokkal együtt 3,4 milliárd eurós új árra. Az emelkedés nagy részét a pályaépítési költségek növekedésének tulajdonították. Csak az 1,85 milliárd eurós költségtúllépés 50 millió euró/km-t jelentett, ami több, mint az Ultraspeed rendszer kilométerenkénti előre jelzett költsége. A müncheni rendszer költségtúllépése végül a rendszer megszüntetéséhez vezetett..
A témáról szóló nagyszabású fehér könyv előkészítésének részeként 2007 elején a kormány megbízta Roderick Smith-t és Roger Kemp-et, hogy alaposan tanulmányozzák az Ultraspeed javaslatát. A műszaki kockázattal és a költségbecslésekkel kapcsolatos problémákon túlmenően megállapították, hogy amint más tényezőket is figyelembe vettek, a rendszer számos másodlagos előnye vagy nem létezett, vagy éppen az állítottakkal ellentétes volt.
Például a promóterek azt állították, hogy az Ultraspeed rendszer sokkal nagyobb sebessége lehetővé teszi, hogy elvegye a repülőgépek forgalmának egy részét, ellentétben más nagysebességű útvonalakkal, ahol a vasúti összeköttetések megnyitása után a repülőgépek forgalma valójában növekedett. Ennek eredményeképpen a teljes CO2-kibocsátás csökkenne. A bírálók szerint azonban a rendszer teljes CO2-kibocsátása - főként az energia nagy részét biztosító szénalapú villamos energia miatt - magasabb, mint a hagyományos nagysebességű vasúté. Ennél is fontosabb, hogy a javaslatban szereplő új állomások külvárosi elhelyezkedése azt jelentené, hogy az utasok autóval jutnának el az állomásokra. Ilyen volt a sanghaji rendszer, ahol a végállomások "a semmi közepén" vannak. A városok közötti utazások teljes CO2-kibocsátását magasabbnak jósolták, mint egy ugyanezt az utat megtevő autóét.

## Tervezett menetidők
| Útvonal                 | Jelenlegi eljutási idő | Tervezett eljutási idő |
| ----------------------- | ---------------------- | ---------------------- |
| London és Birmingham    | 90                     | 30                     |
| London és Manchester    | 140                    | 50                     |
| London és Newcastle     | 190                    | 100                    |
| London és Glasgow       | 300                    | 155                    |
| Birmingham és Liverpool | 100                    | 30                     |
| Manchester és Liverpool | 50                     | 10                     |
| Manchester és Newcastle | 180                    | 50                     |
| Newcastle és Edinburgh  | 90                     | 35                     |
| Edinburgh és Glasgow    | 55                     | 15                     |